# Championnat de Lettonie masculin de volley-ball
Le championnat de Lettonie de première division de volley-ball masculin, est la plus importante compétition nationale organisé par la Fédération lettonne de volley-ball (Latvijas Volejbola Federācija, LVF), il a été créé en 1992.

## Palmarès
| Année | Champion                     | Finaliste                | Troisième                    |
| ----- | ---------------------------- | ------------------------ | ---------------------------- |
| 1992  | Radiotechnik Riga            |                          |                              |
| 1993  | Vildoga Murranija Riga       |                          |                              |
| 1994  | Vildoga Murranija Riga       |                          |                              |
| 1995  | Vildoga-Ventspils Nafta Riga |                          |                              |
| 1996  | Ventspils Nafta Riga         |                          |                              |
| 1997  | Ventspils Nafta Riga         |                          |                              |
| 1998  | Ventspils Nafta Riga         |                          |                              |
| 1999  | VSK Riga                     |                          |                              |
| 2000  | PCSK Riga                    |                          |                              |
| 2001  | Police SK Riga               | Poliurs Ozolnieki        |                              |
| 2002  | Poliurs Ozolnieki            |                          |                              |
| 2003  | Poliurs Ozolnieki            | VK Lāse-R                |                              |
| 2004  | Poliurs/biolars Ozolnieki    | VK Lāse-R                | Incukalns/LU                 |
| 2005  | Poliurs/biolars Ozolnieki    |                          |                              |
| 2006  | VK Lāse-R                    | SK Rīga/ LU Inčukalns    | VK Poliurs/Biolars           |
| 2007  | VK Lāse-R                    | SK Rīga                  | VK Poliurs/Biolars           |
| 2008  | VK Lāse-R                    | SK Elvi/Kuldīga          | VK Poliurs/Biolars Ozolnieki |
| 2009  | VK Riga/Lāse-R               | SK Elvi/Kuldīga          | VK Poliurs/Biolars Ozolnieki |
| 2010  | Biolars/Olaine-Ozolnieki     | Lāse-R/Riga              | Daugavpils Universitāte      |
| 2011  | Lāse-R/Riga                  | Biolars/Olaine-Ozolnieki | Daugavpils Universitāte      |
| 2012  | VK Biolars                   | Poliurs Ozolnieki        | Lāse-R/Riga                  |
| 2013  | VK Biolars/Jelgava           | Poliurs/Ozolnieki        | Lāse-R/Riga                  |
| 2014  | RTU/Robežsardze              | VK Biolars/Jelgava       | Poliurs/Ozolnieki            |

## Équipes Saison 2011-2012
- Saison régulière
  - SK Limbaži
  - SK RTU
  - VK Burtnieku Novads
  - SK Cēsis
  - SK Aizkraukle
  - Kuldīgas NSS
  - VK Mārupe
  - Jēkabpils SC
  - SK Vecumnieki
- Ligue Schenker + phase finale
  - Lāse-R/Riga
  - Daugavpils Universitāte
  - VK Biolars
  - Poliurs Ozolnieki